# Ichneumon subobsoletus
Ichneumon subobsoletus är en stekelart som beskrevs av Peter Friedrich Ludwig Tischbein 1882. Ichneumon subobsoletus ingår i släktet Ichneumon och familjen brokparasitsteklar. Inga underarter finns listade i Catalogue of Life.